# Kebba Gaye
Kebba Gaye (* 20. Jahrhundert) ist ein Politiker im westafrikanischen Staat Gambia.

## Leben
| Parlamentswahl | Stimmen | Stimmanteil |
| -------------- | ------- | ----------- |
| 2007           | 2.719   | 49,88 %     |

Gaye trat bei den Parlamentswahlen 2007 als Kandidat der Alliance for Patriotic Reorientation and Construction (APRC) im Wahlkreis Jokadu an. Er erreichte 49,88 % der Stimmen vor dem Kandidaten der United Democratic Party (UDP) Sait A. Joof und dem parteilosen Ousman M. M. Jallow und gewann dadurch einen Sitz in der National Assembly. Bei den folgenden Parlamentswahlen 2012 trat Gaye nicht mehr an und trat politisch nicht mehr in Erscheinung.